# VA-210 (U.S. Navy)
Lo squadrone d'attacco 210 (VA-210) fu un'unità dell'aviazione della Riserva navale degli Stati Uniti attiva tra il 1970 e il 1971. Gli aerei dl VA-210 portavano il codice di coda del CVWR-20 era "AF", il soprannome dello squadrone era Black Hawks.

## Storia
La Marina degli Stati Uniti riorganizzò le sue unità di riserva aerea navale nel 1970. Per rafforzare la loro forza furono formate due ali aeree di riserva (CVWR), il CVWR-20 sulla costa orientale degli Stati Uniti e il CVWR-30 sulla costa occidentale degli Stati Uniti.
Utilizzando le risorse dello squadrone di riserva VA-2Z1, lo squadrone d'attacco VA-210 fu istituito presso il NAS South Weymouth, Massachusetts il 1º luglio 1970. L'unità era comandata dal comandante W.M. Hollister e equipaggiato con aerei d'attacco A-4C Skyhawk.
Tuttavia, il CVWR-20 inizialmente aveva solo squadroni d'attacco. La decisione venne presa per sostituire due degli squadroni d'attacco con squadroni di caccia nel 1971. Il VA-210 era uno degli squadroni ad essere sostituito dagli squadroni di caccia VF-201 e VF-202. L'aereo del VA-201 ha effettuato il suo ultimo volo operativo il 14 dicembre 1970, lo squadrone è stato soppresso il 30 giugno 1971.